# 양반전
《양반전》(兩班傳)은 조선 정조 때 박지원이 지은 한문소설이다. 내용은 양반의 무능, 허례, 특권의 가면을 벗기고 풍자한 것으로 〈연암외전〉(燕巖外傳)에 실려 전한다. 

## 줄거리
옛날 강원도 정선에 한 양반이 있었다. 그는 신임 군수가 한 번씩 그를 방문하는 것이 관례일 정도로 인격이 높고 책을 즐겨 읽었으나, 경제 능력이 없어 관청의 쌀을 빌어 먹으며 살아가고 있었다. 그러던 어느 날, 지방을 순찰하던 관찰사가 양반의 빚이 천 석이나 되는 것을 보고 감옥에 가두라고 명을 했다. 그러나 가난한 양반은 천 석을 갚을 길이 없고, 군수도 이를 알았기에 어찌할 도리가 없었다. 그러다가 마을의 평민 부자가 그 소식을 듣고, 그 양반의 빚을 대신 갚아 주고 그 대신 양반의 직위를 사게 되었다. 이 사실을 안 고을 군수는 양반이 될 문서를 만들어 주었는데, 첫 번째 문서에는 양반이 지켜야 할 온갖 형식적인 조건들이 있었으며 두 번째 문서에는 허례적인 양반의 특혜들이 적혀 있었다. 부자가 이것을 보고 양반이란 알고 보니 허례와 구속뿐이고 또한 월권이 강도의 짓이 아니냐 하면서, 양반이 될 것을 포기하고 도망쳤다.

## 주제
양반전에 대해 박지원은 <방경각외전>의 자서에서 천작을 팔고 산 정선 양반과 상인인 부자를 풍자한 것으로 허위와 부패를 폭로하는 것을 저작 경위로 밝히고 있다. 양반전에서는 양반의 형식주의를 비판하면서 양반의 비인간적인 수탈을 구체적이고 희화적으로 서술하고 있다. 이에 대해 양반전을 양반의 위선적인 가면을 폭로하고 봉건계급 타파를 주장한 소설이라고 보는 견해가 있다.

## 같이 보기
- 《허생전》
- 《호질》